# 塔拉特帕夏遇刺案
塔拉特帕夏遇刺案，是1921年3月15日，亚美尼亚学生索戈蒙·泰赫利里安在柏林刺杀前奥斯曼帝国大維齊爾、亚美尼亚种族灭绝总设计师塔拉特帕夏。泰赫利里安在受审时宣称：“我杀了人，但我不是谋杀犯”，陪审团最后裁定罪名不成立。
泰赫利里安生于奥斯曼帝国埃尔津詹，第一次世界大战爆发前搬到塞尔维亚，在俄罗斯陆军亚美尼亚志愿军服役，大部分亲人死于种族灭绝。他决心报仇雪恨，在君士坦丁堡刺杀面对奥斯曼帝国秘密警察选择为虎作伥的哈鲁蒂安·米格尔迪蒂奇安。泰赫利里安投身亚美尼亚革命联盟秘密计划报应行动，杀死米格尔迪蒂奇安的经历令他获选负责暗杀塔拉特帕夏。奥斯曼帝国军事法庭裁定塔拉特帕夏罪名成立并判處死刑，但经德国政府默许，他一直在柏林生活。大批德国名流参加他的葬礼，德國外交部敬献花圈并致辞：致政治伟人与忠实朋友。
1921年6月2至3日泰赫利里安受审，辩护策略是把审判重心转移到炮制亚美尼亚种族灭绝的塔拉特帕夏身上。大量种族灭绝证据呈庭，斯蒂芬·伊里格称审判精彩程度在20世纪名列前茅。泰赫利里安自称只是单独行动，没有事先预谋，在庭上讲述他如何从种族灭绝幸存，亲眼目睹家人丧命。他的说法十分戏剧化而且贴近现实，但与史实不符。国际传媒广泛报导庭审，引起国际社会对亚美尼亚种族灭绝的关注和承认，法庭裁定被告罪名不成立并赢得普遍赞誉。
泰赫利里安成为亚美尼亚民族英雄。塔拉特帕夏葬在柏林，土耳其1943年将遗体运回国风光大葬，大批土耳其人依然对他青眼有加。犹太裔波兰律师拉斐爾·萊姆金从报上得知案件庭审后深受触动，推动国际法新增种族灭绝罪。

## 背景

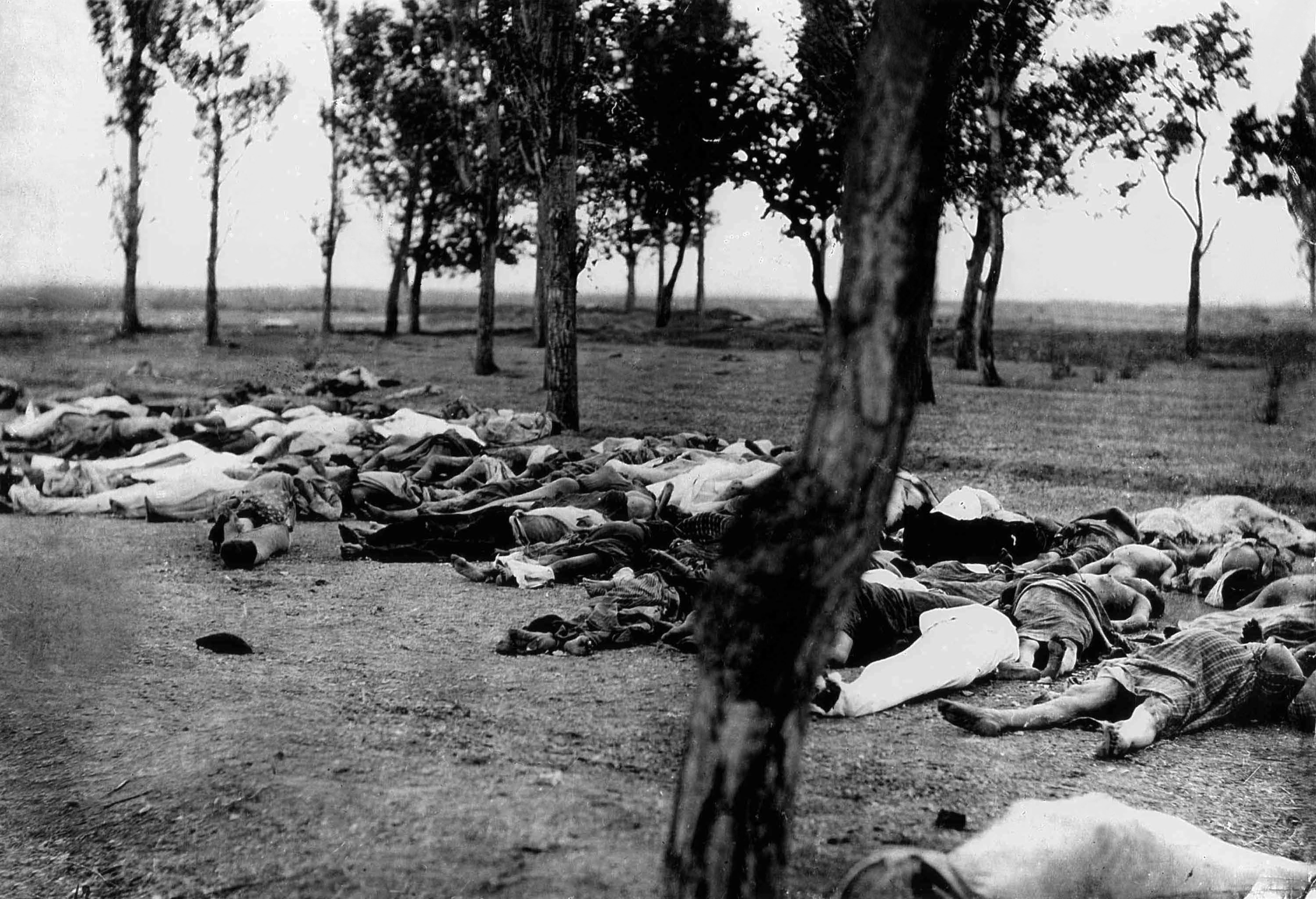
奥斯曼帝国驱逐亚美尼亚人后，路边随处可见亚美尼亚人尸体

塔拉特帕夏（1874至1921年）是第一次世界大战期间奥斯曼帝国最后一位实权在握的大維齊爾，执掌聯合進步委員會期间，他下令把国内几乎所有亚美尼亚人驱往叙利亚沙漠，企图灭亡该族人口，有亚美尼亚种族灭绝总设计师的恶名。离开埃尔祖鲁姆的四万亚美尼亚人估计只有不到两百抵达代尔祖尔，幸存人数超出预期后，塔拉特帕夏又在1916年下令开展第二轮屠杀。塔拉特帕夏估计，种族灭绝消灭的亚美尼亚人约有115万，他1918年公然向记者穆希钦·伯尔根宣称对驱逐亚美尼亚人的严重后果“负全部责任”，同时“绝不后悔我的做法”。
美国大使亨利·摩根索劝塔拉特帕夏停止暴行，后者打断大使发言，声称大部分亚美尼亚人已死，不会再考虑摩根索的提议：“土耳其人与亚美尼亚人的仇恨已经强烈至极，我们必须了结他们，否则他们就会计划报复”。他还向土耳其作家哈莉黛·埃迪布表示，为推动土耳其民族利益，灭绝亚美尼亚人非常合理：“我深知自己的作为理应处死，我已做好准备”。联合进步委员会财政大臣穆罕默德·卡维特贝伊得知亚美尼亚种族灭绝后于1915年8月预测塔拉特帕夏会死于亚美尼亚人刺杀。
德意志帝国是一战时奥斯曼帝国的军事盟友，大使汉斯·冯·旺根海姆一定程度上支持把敏感地区的亚美尼亚人口迁移。奥斯曼帝国行径远超上述主张后，德国偶发抗议，避免声誉因盟友行为受损太过严重。德国审查亚美尼亚种族灭绝信息，用政治宣传否认种族灭绝，指责亚美尼亚人只会背后捅刀子。德国的无所作为招来指责，认为该国应对亚美尼亚种族灭绝负责的观点与一战罪行问题争议千丝万缕地交缠在一起。

## 塔拉特帕夏流亡柏林

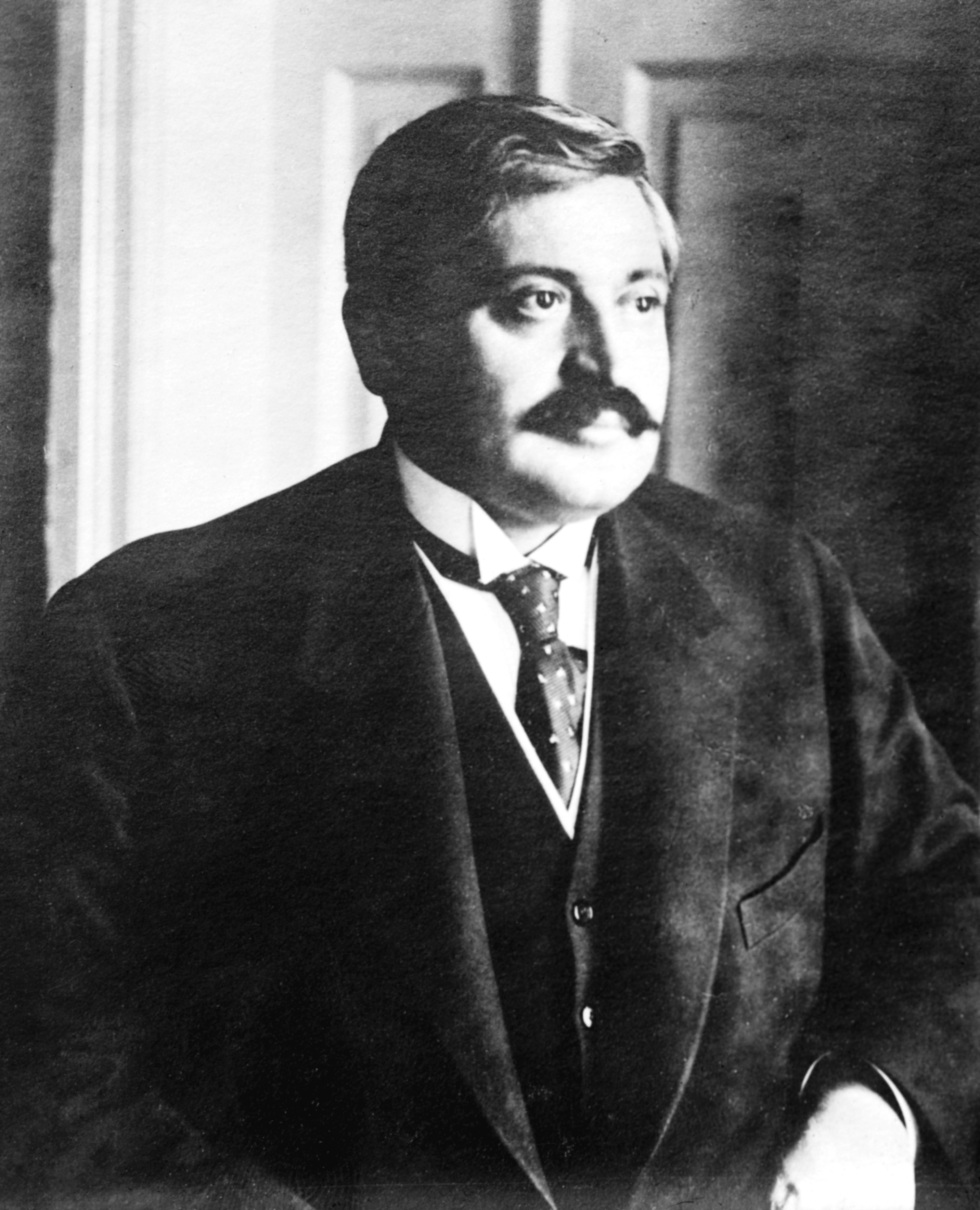
塔拉特帕夏

1918年10月30日奥斯曼帝国与英国签署穆兹罗斯停战协定，11月1日晚至2日凌晨，联合进步委员会领导人塔拉特帕夏、恩维尔帕夏、傑馬爾帕夏、巴哈丁·沙基尔、穆罕默德·纳齐姆贝伊、奥斯曼·贝德里、杰马尔·阿兹米经过精心准备乘德国魚雷艇逃离君士坦丁堡。除杰马尔帕夏外，其他人都是亚美尼亚种族灭绝的主导，离开首都不但为逃避惩罚，还想组织抵抗运动。德国外长威廉·索尔夫指示驻君士坦丁堡大使馆对塔拉特帕夏伸出援手，回绝奥斯曼帝国政府的引渡要求，宣称“塔拉特帕夏一直忠于我们，我国大门依然向他敞开”。
塔拉特帕夏11月10日抵达柏林，住在亚历山大广场的酒店，以及波茨坦巴伯尔斯贝格的療養院，后搬到夏洛滕堡哈登伯格大街四号（今恩斯特路透广场）共有九间卧室的豪华公寓。公寓旁是穆斯林与反协约国欧洲人士时常聚集的东方俱乐部，德國外交部利用前《法兰克福报》驻君士坦丁堡通讯员保罗·韦茨监视公寓动静。德国社会民主党政治家、总理弗里德里希·艾伯特颁布法令，为塔拉特帕夏的居所提供法律依据。1920年，塔拉特帕夏的夫人海里耶住进公寓。德国政府的情报表明塔拉特帕夏是亚美尼亚人头号刺杀目标，建议他留在前奥斯曼帝国陆军参谋长弗里茨·布朗萨特·冯·谢伦多夫位于梅克伦堡的偏远庄园，塔拉特帕夏拒绝前往，打算利用柏林的关系网达成政治目标。联邦进步委员会促成的抵抗运动最终引发土耳其獨立戰爭，塔拉特帕夏原计划利用土耳其政治家穆斯塔法·凯末尔·阿塔图尔克充当傀儡，从柏林直接向土耳其将领发号施令。
塔拉特帕夏流亡之初就不乏位高权重的德国友人，政界把他看作土耳其國民運動在德国的代表，塔拉特帕夏的地位日趋巩固。英国和奥斯曼对他发出通缉令，但塔拉特帕夏却能持假护照以阿里·萨利之名在欧洲大陆海阔天空。众多德国报纸怀疑他就在柏林，1920年3月旨在推翻德国政府的卡普政變失败后塔拉特帕夏还公开在记者招待会讲话。许多德国人、特别是极右翼人士认为土耳其无辜蒙冤，把塞夫尔条约与凡尔赛条约相提并论，将德国与土耳其视为“命运共同体”。塔拉特帕夏执笔的回忆录主要强调亚美尼亚种族灭绝很有必要，联合进步委员会没有任何罪责。1919年7月5日，奥斯曼特别军事法庭缺席判决塔拉特帕夏与联合进步委员会其他流亡领导人死刑。

## 报应行动

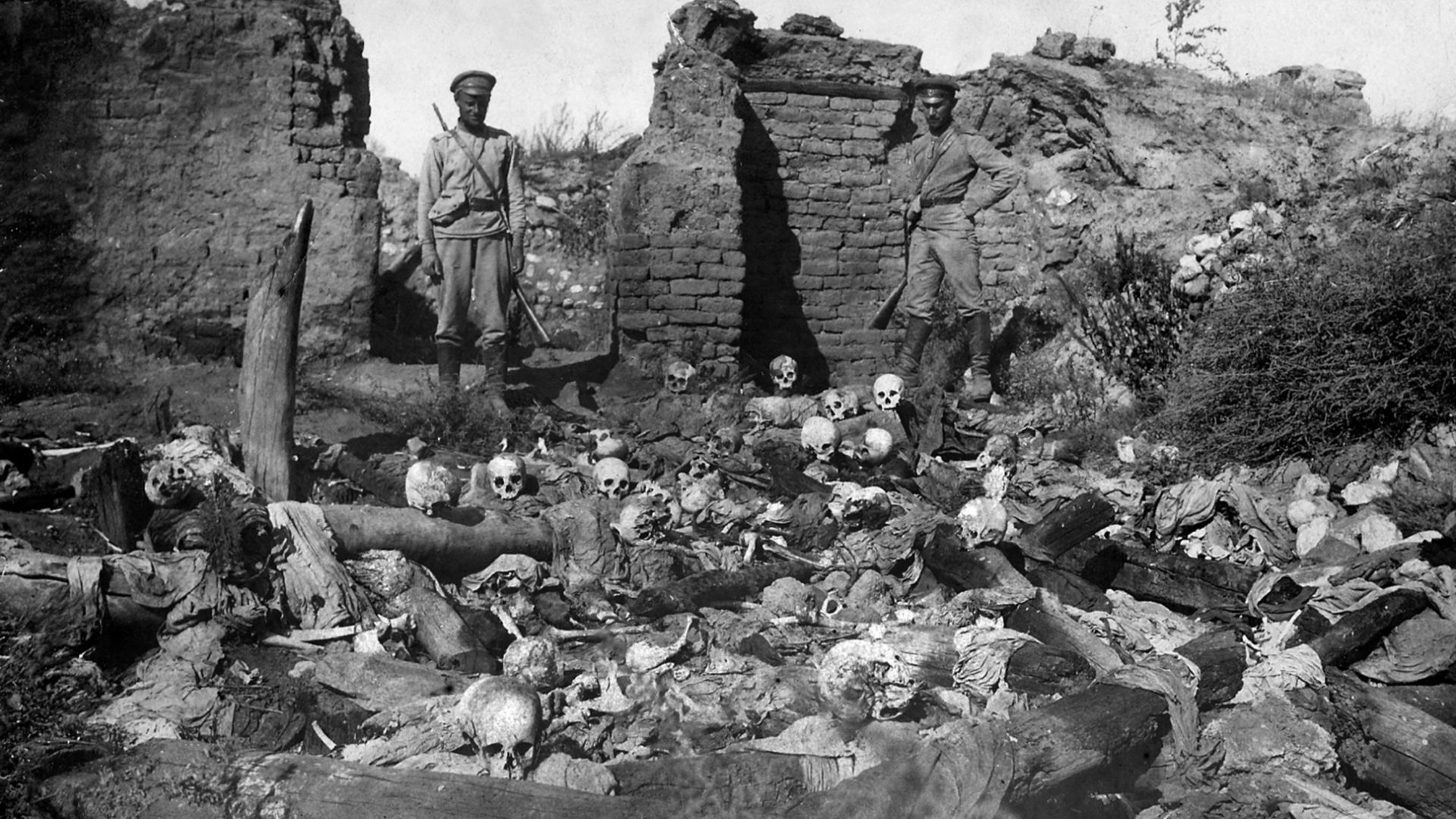
1915年俄罗斯帝国军人在穆什附近的前亚美尼亚村庄谢哈兰摄

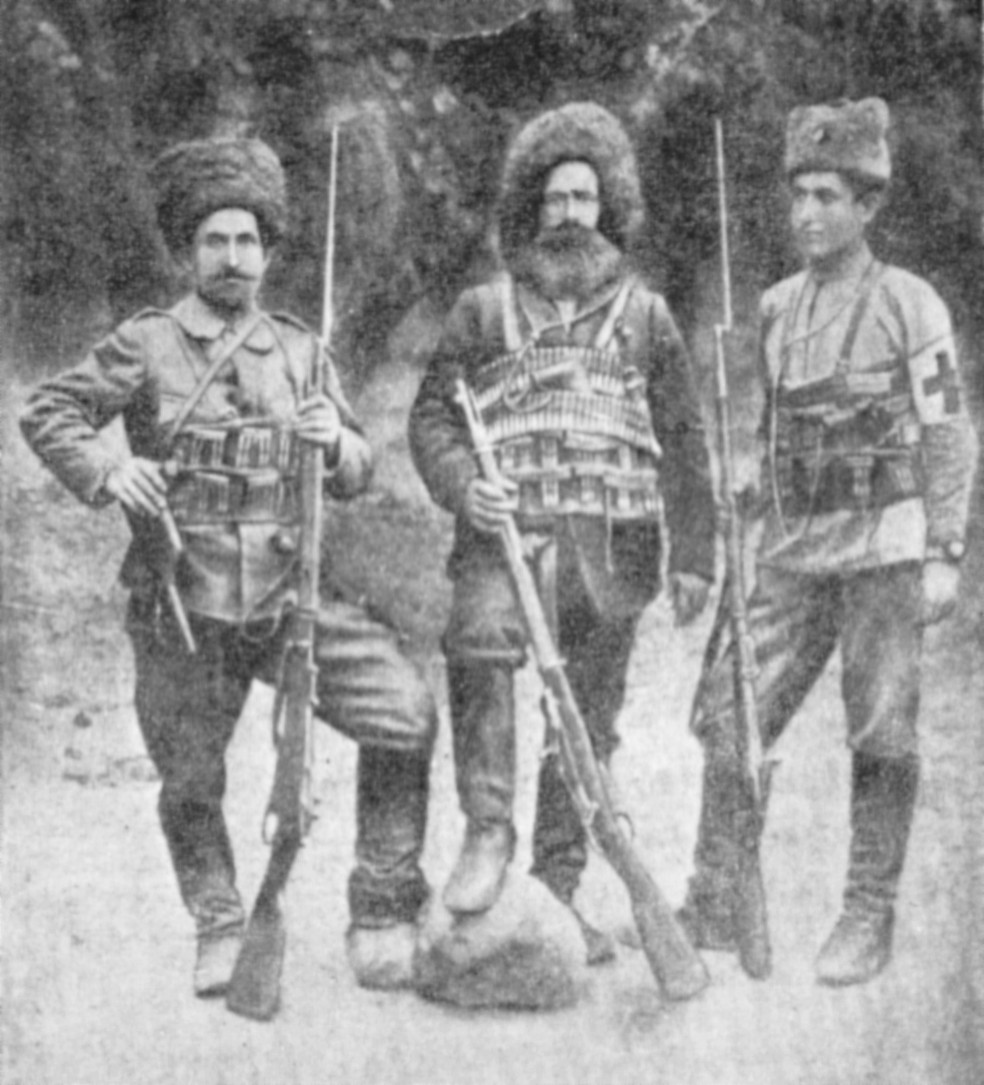
泰赫利里安三兄弟都加入俄罗斯帝国陆军，右一为索戈蒙

坐等他人将种族灭绝刽子手绳之以法显然不切实际，亚美尼亚政党亚美尼亚革命联盟制订以阿门·加罗、沙汉·纳塔利、亚伦·萨克利安为首的报应行动秘密计划。他们编制100名种族灭绝刽子手的暗杀目标名单，塔拉特帕夏首当其冲。大量志愿者愿意执行暗杀任务，其中大部分是种族灭绝幸存者或失去家人的年轻人。报应行动注重确定目标身份，竭力避免伤及无辜。
埃尔祖鲁姆州城市埃尔津詹在一战爆发前有两万亚美尼亚居民，战后全部消失，来自该市的索戈蒙·泰赫利里安便是报应行动志愿者，战争爆发时他在塞尔维亚。泰赫利里安听闻祖国发生反亚美尼亚人暴行后投身俄羅斯帝國陸軍亚美尼亚志愿军，并在随军西进期间目睹种族灭绝的可怕后果，深知家人已命丧黄泉的泰赫利里安誓要报仇雪恨，他的回忆录记有85个死于种族灭绝的家人姓名。泰赫利里安经常头晕并有其他神经系统疾病，按现代标准很可能患有创伤后应激障碍，他受审时自称这些症状与种族灭绝经历有关。
泰赫利里安战后在君士坦丁堡刺杀为虎作伥的亚美尼亚人哈鲁蒂安·米格尔迪蒂奇安，此人曾协助奥斯曼帝国秘密警察编制亚美尼亚知识分子名单，导致他们在1915年4月24日被驱逐出境，是亚美尼亚种族灭绝的起点。报应行动工作人员随后把刺塔拉特帕夏的任务交给泰赫利里安。1920年中期，报应行动组织提供经费把泰赫利里安送到美国与加罗见面，后者告诉泰赫利里安，种族灭绝主要刽子手已判死刑但一直没有落实，流亡期间仍然亡我之心不死地组织反亚美尼亚活动。土耳其国民运动同年秋入侵亚美尼亚，泰赫利里安拿到联合进步委员会七名领导人的照片，以及报应行动的追踪信息，随后启程返回欧洲，第一站是巴黎。他在日内瓦拿到机械工程学生护照，12月2日前往柏林。
刺杀密谋人员在亚美尼亚共和国副领事利巴里特·纳扎里恩茨住所会面，泰赫利里安12月中旬患上伤寒但仍坚持与会。他的病情一度非常严重，在跟踪沙基尔时晕倒，需疗养一周。亚美尼亚革命联盟中央委员会命令行动人员暂时放弃其他目标，以刺杀塔拉特帕夏为第一要务。行动人员次年二月底在柏林动物园车站看到准备前往罗马的塔拉特帕夏，瓦汉·扎卡里安茨假装想找地方住宿，最后确定塔拉特帕夏住在哈登伯格大街四号。泰赫利里安为确认目标身份在对面的37号租房，观察目标公寓人员进出，纳塔利向他下达的命令表示：“打爆民族头号凶徒的脑袋后，你就站在那不要逃，踩着尸体向前来给你戴手铐的警察投降。”

## 刺杀

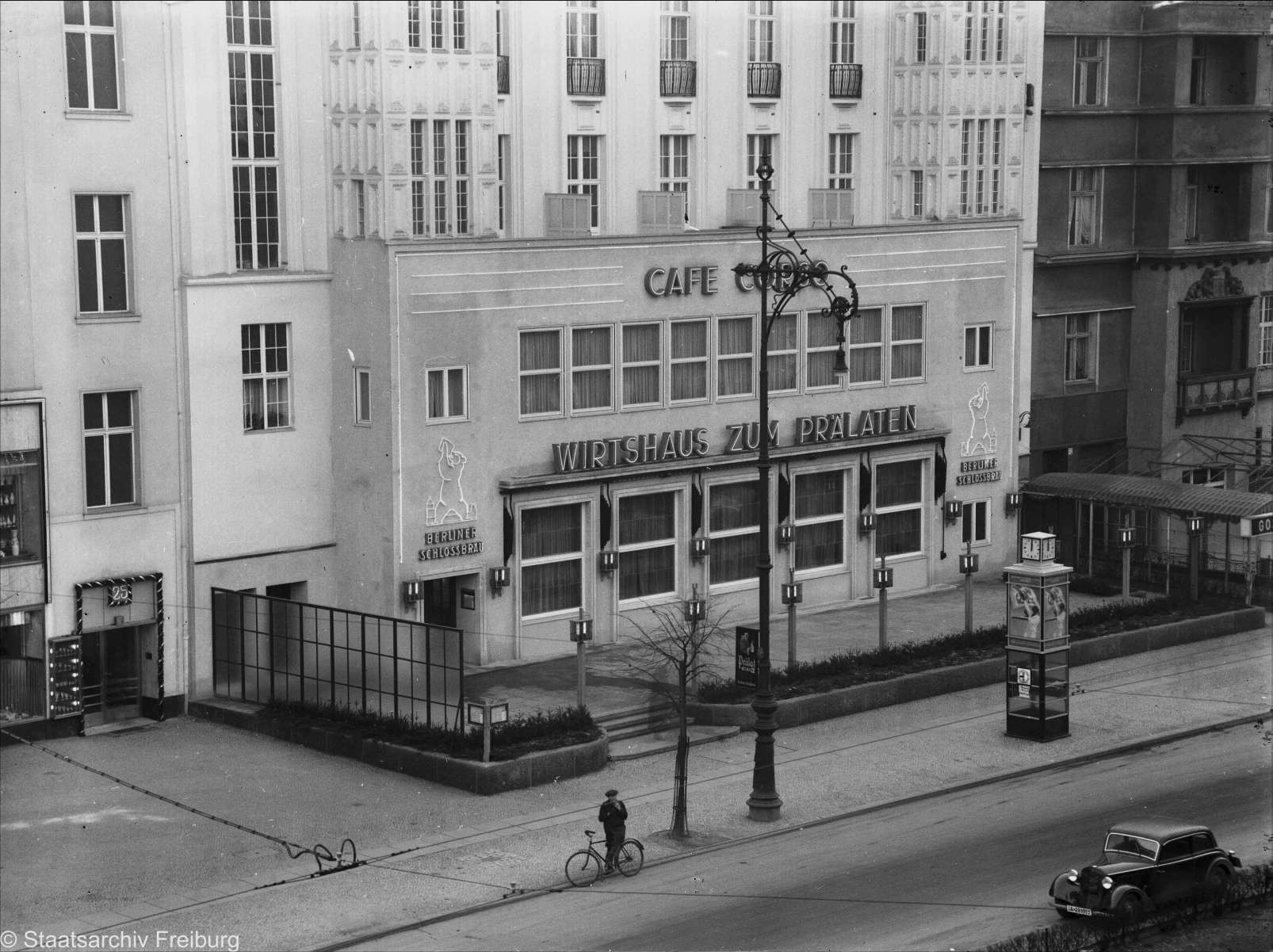
刺杀发生在哈登伯格大街27号（图）

1921年3月15日（周二）上午10点45分左右，塔拉特帕夏冒雨离开公寓想去买手套。泰赫利里安先从正前方走来确认目标身份，穿过街道后再从后方靠近，在人潮涌动的哈登伯格大街27号街头近距离开枪打中塔拉特帕夏后颈，目标当场死亡。子弹穿过脊髓，搅烂大脑后从左眼上方贯穿额头，塔拉特帕夏向前扑倒在血泊里。泰赫利里安本踩在尸体上，但在旁观人士大叫后失了方寸逃离现场。他扔掉手中的9×19mm魯格彈手枪，企图从法萨嫩大街逃离时被店员尼古拉斯·杰森抓住。面对上前狠揍的群众，泰赫利里安用蹩脚的德语大喊：“别生气，我和他都是外国人！”不久他告诉警察：“我不是杀人犯，他才是”。
警方守住尸体，纳齐姆贝伊不久后赶到现场并走进塔拉特帕夏位于哈登伯格大街四号的公寓，德国外交部官员、经常与塔拉特帕夏碰面的亲土耳其活动家恩斯特·杰克11点半抵达。沙基尔获知后为警方认尸，杰克与纳齐姆贝伊返回案发现场。杰克企图利用外交部官员身份要求警方移交尸体，但警员拒绝，要求等待凶杀组赶来处理。杰克认为把“土耳其的俾斯麦”就这样放在街头让路人旁观实在不妥，最后尸体获许用红十字会车辆运到夏洛滕堡太平间。案发后其他联合进步委员会流亡人员担心沦为新目标，沙基尔和纳齐姆贝伊马上获警方保护。

## 葬礼

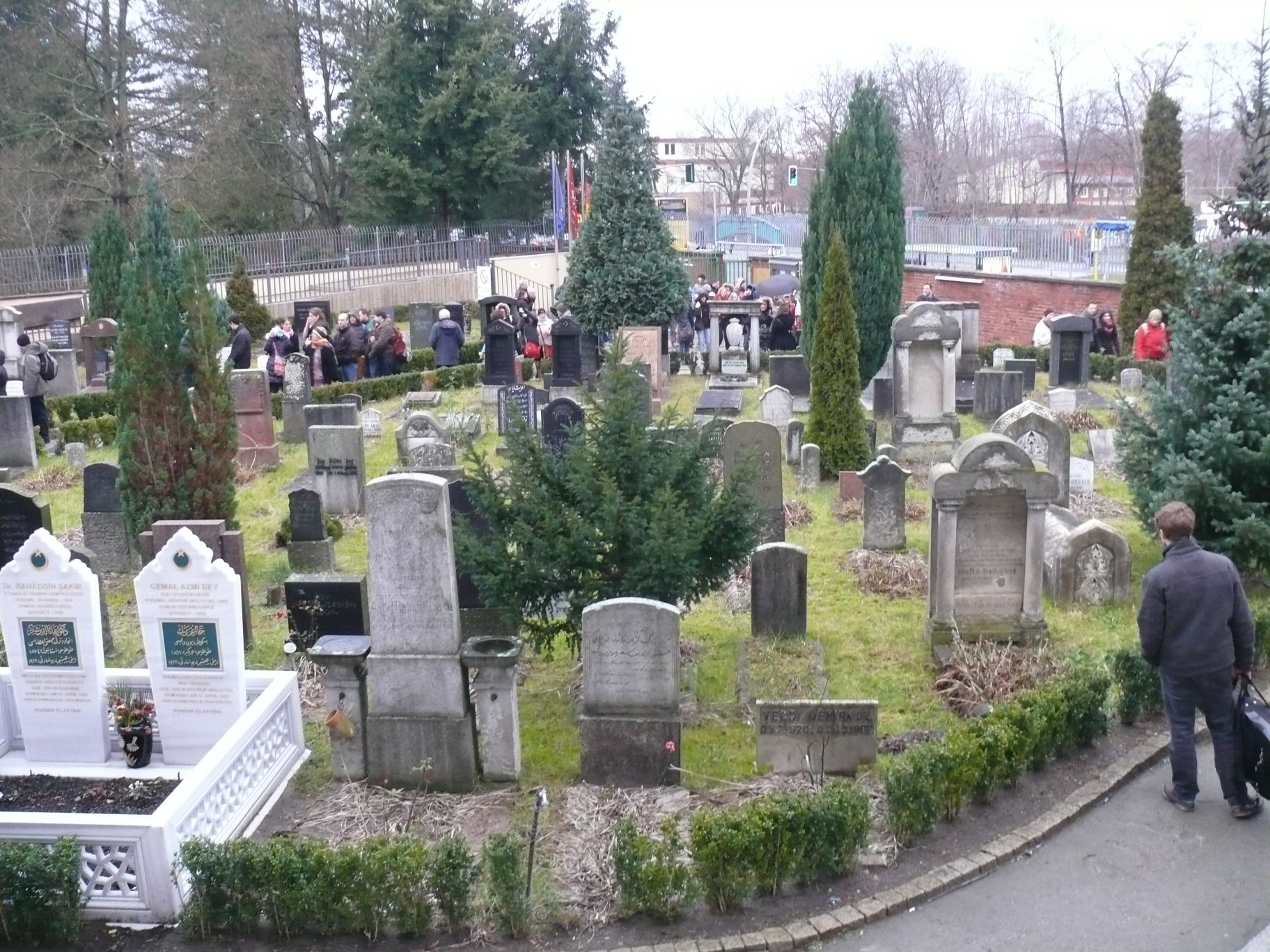
柏林塞特利克清真寺墓地还有致敬亚美尼亚种族灭绝刽子手巴哈丁·沙基尔、杰马尔·阿兹米的墓碑（左前），两人都在1922年死于报应行动志愿者之手

友人希望塔拉特帕夏葬在安納托利亞，但无论君士坦丁堡的奥斯曼政府，还是安卡拉的土耳其国民运动都担心安葬一战头号罪犯政治风险太大，不愿接手尸体。海里耶和东方俱乐部寄出请帖邀请各方人士参加葬礼，塔拉特帕夏3月19日葬在旧圣马太公墓，葬礼出席者云集。土耳其大使馆伊玛目舒克里贝伊当天上午11点在死者公寓引领众人祷告，大队人马随后护送棺木到墓地下葬。
众多德国名流前往送行，如前外长理查德·冯·库尔曼与阿瑟·齐默尔曼、前德意志银行行长、前巴格達鐵路总裁，还有许多一战期间为奥斯曼帝国战斗的军人，以及代表流亡皇帝威廉二世的奥古斯特·冯·普拉滕-哈勒明德。德国外交部敬献花圈，上有丝带致辞：致政治伟人和忠实朋友。棺木盖着奥斯曼旗帜放入墓地，勉强保持镇定的沙基尔宣读祭文，宣称“帝国主义政治对抗穆斯林民族”导致塔拉特帕夏遇刺。
四月下旬，德国人民党政治家古斯塔夫·施特雷澤曼提议公开纪念塔拉特帕夏，但德国－土耳其协会不同意。施特雷澤曼熟知亚美尼亚种族灭绝罪行，认为遇害的亚美尼亚人至少上百万。塔拉特帕夏的遗物由柏林公安办主任魏斯曼保管，回忆录交由沙基尔出版。

## 审判

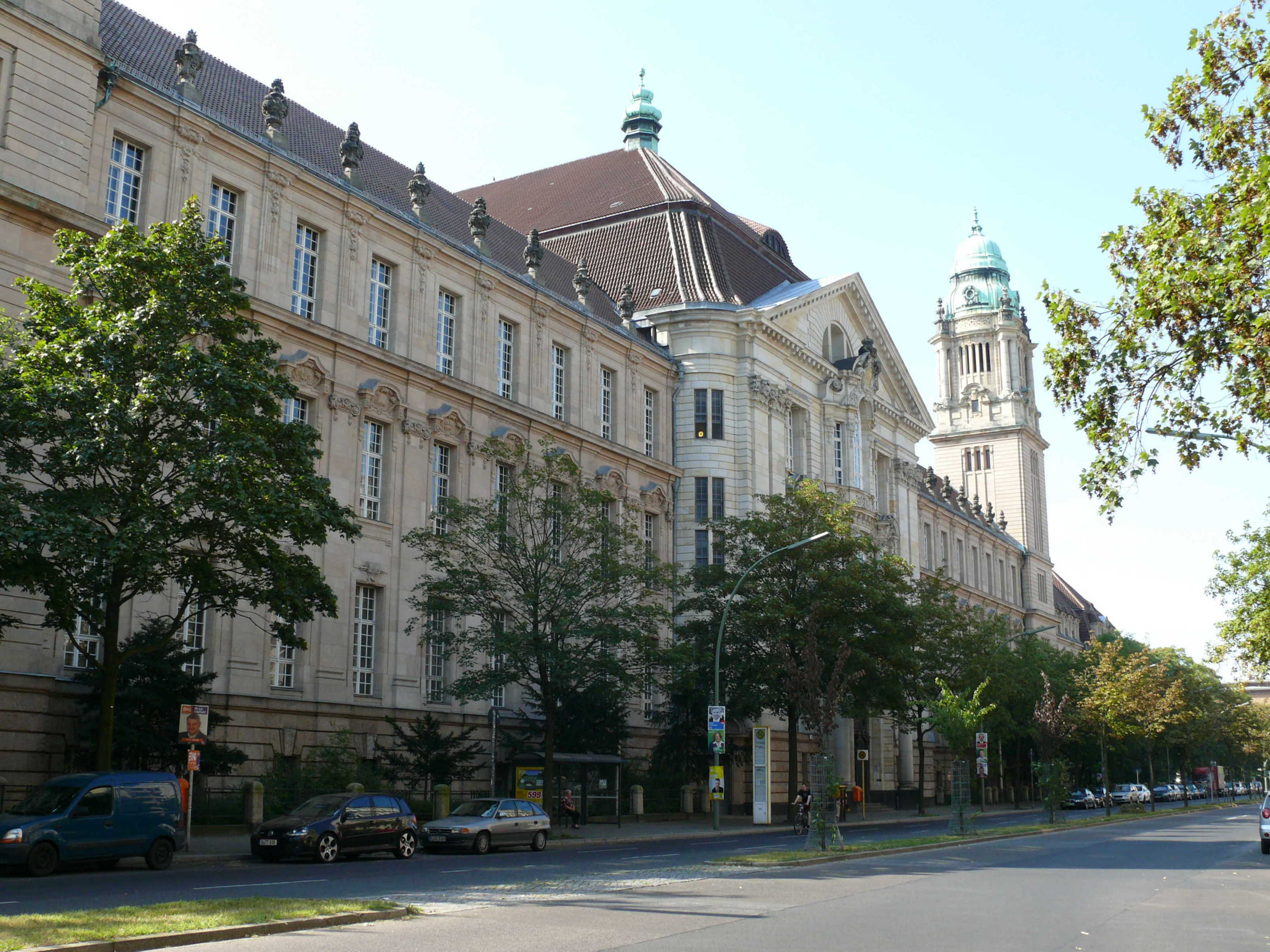
案件审理法庭

警方开始调查后向泰赫利里安提供土耳其语翻译，但他拒说土耳其语，警方3月16日请来亚美尼亚语翻译科沃克·卡卢斯蒂安，此人也是报应行动人员。泰赫利里安承认为报仇杀害塔拉特帕夏，来德前就有计划，自称是单独行动。他在受审时改口称没有预谋刺杀，翻译以能力有限、无法向当事人提供必要协助为由拒绝签署审讯纪录，初步调查在3月21日结束。
亚美尼亚革命联盟筹集十到三十万马克为泰赫利里安辩护，大部分钱是亞美尼亞裔美國人捐款。扎卡里安茨出庭把被告的亚美尼亚语译成德语，同时支付账单、组织辩护、并把美国亚美尼亚革命联盟中央委员会的指示转达泰赫利里安。卡卢斯蒂安在庭上把德语译成亚美尼亚语。德国律师阿道夫·冯·戈登、约翰内斯·沃特豪尔、西奥多·尼迈耶为被告辩护，三人各有7.5万马克酬金，律师的名声令传媒更加关注案件审理。州检察官戈尔尼克负责起诉，埃里希·伦伯格法官主持审理，12名陪审员听审。
6月2至3日，案件在莫阿比特刑事法院审理，庭内坐无虚席，身在德国的许多亚美尼亚人及海里耶等土耳其人出席。德国乃至世界各地报社的记者前来旁听，《每日电讯报》、《芝加哥每日新闻》、《费城公共纪事报》等报社申请传媒通行证。历史学家斯蒂芬·伊里格认为，本案审理的精彩程度在20世纪名列前茅。

### 辩护、起诉策略

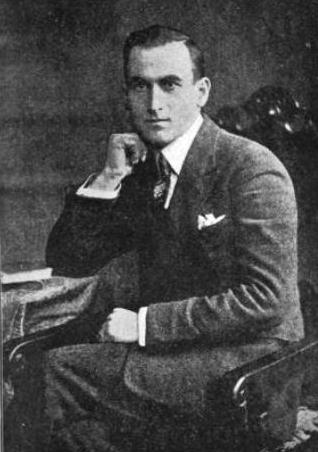
索戈蒙·泰赫利里安（1921年）

辩方策略着重把庭审重心朝炮制亚美尼亚种族灭绝的死者引导，强调他是杀害被告家人并下令屠杀上百万亚美尼亚人的凶手。纳塔利认为庭审是宣传亚美尼亚人诉求的好机会，泰赫利里安依据德国法律很可能定罪，但有希望取得特赦。沃特豪尔更加乐观，案发数天后便宣称肯定能为当事人洗脱罪名。新教传教士兼社会活动家约翰内斯·莱普修斯早在1896年就反对奥斯曼帝国屠杀亚美尼亚人的行径，庭审期间致力把塔拉特帕夏的暴行公开于世。辩方策略成效显著，德国社会民主党媒体《前进报》指出：“是塔拉特帕夏沾满鲜血的影子坐在被告席上，控罪实际上是可怕的亚美尼亚恐怖，而非逃脱魔爪的受害人将他处决”。
为尽可能争取无罪释放，辩方把泰赫利里安描绘成挺身而出的孤胆侠客，而非为全民族复仇。德国警方搜索被告同谋的调查收效甚微，辩方还想证明泰赫利里安的母亲因塔拉特帕夏而死，进而说明死者与被告尚存私怨。除突出塔拉特帕夏的严重罪行外，辩方强调泰赫利里安的精神创伤，根据德国刑法第51条，事发时陷入暂时精神错乱的被告无需为行为负责。
德国检方力图淡化庭审政治色彩，避免涉足德国对亚美尼亚种族灭绝的影响。辩方要求庭审持续三天，但实际只有一天半，传召15名证人也有六人未出庭。控方要求案件审理过程不公开，尽可能减少公众和媒体关注，但外交部拒绝，担心秘密审判对国家名誉不利。历史学家卡罗琳·迪恩认为，检方力图尽快结束审理，正面描述德国在战争期间的行为，无意间令泰赫利里安转变成人类良知的悲惨象征，为公义被迫枪杀凶手。
伊里格等历史学家认为，检方策略存在重大缺陷，表明检察官很可能无力且无心定罪被告。戈尔尼克坚称奥斯曼帝国的往事与本案无关，力图避免种族灭绝证据呈庭，证据呈庭后他又宣称死者与暴行无关，最后只能为塔拉特帕夏下达的命令辩护。汉斯·休曼是反亚美尼亚报纸《德国综合报》的出版商，庭审前极力且反复地向检察官游说。休曼可以拿到塔拉特帕夏的备忘录，但戈尔尼克没有当证据采纳。伊里格推测休曼的游说令检察官非常反感，甚至可能对被告产生认同。庭审结束后，戈尔尼克进入《德国综合报》编委会任职。

### 被告证言

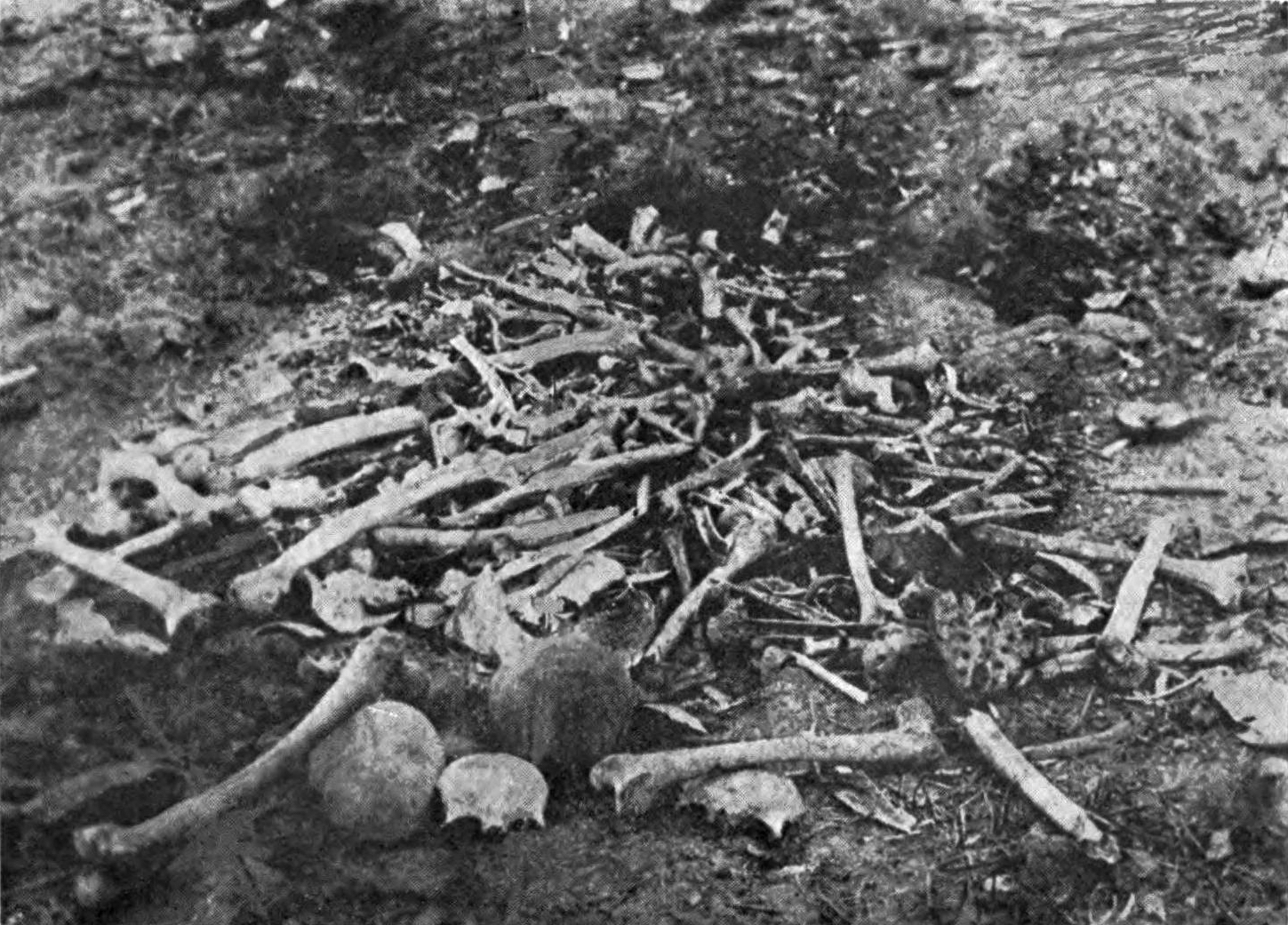
埃尔津詹的亚美尼亚人屠杀遗址

伦伯格开庭后询问被告大量涉及种族灭绝的问题，要求对方回忆当时经历，表明法官对这段史实很了解，同时反映土耳其与德国对此事的说法。泰赫利里安表示，战争爆发后埃尔津詹绝大部分亚美尼亚男子应征入伍。1915年初，亚美尼亚社区领袖被捕，他们遭遇屠杀的消息传到城里。同年六月政府发布驱逐令，武装宪兵强迫亚美尼亚人抛弃财产，离开家园，并且离开城市后很快就被枪杀和洗劫。
泰赫利里安说到“宪兵带走我妹妹”后没有继续描述，自称“宁死也不想再谈这黑暗的一天”。经法官催促，他又说起如何看着母亲和兄弟惨死，随即被人打晕，直到在兄弟的尸体下醒来，妹妹从此生不见人、死不见尸。他与库尔德人一起躲藏，后同其他幸存者逃到波斯。上述证词与事实不符，泰赫利里安实际是与其他亚美尼亚志愿者在俄罗斯帝国陆军战斗，但历史学家罗尔夫·霍斯菲尔德指出，被告庭审时精心装扮，证词“极其可信”。历史学家泰莎·霍夫曼也认为，泰赫利里安的证词虽然不实，但无疑包含“同胞集体命运极其典型与基本的要素”。检方没有质疑被告证言，真相直到数十年后才浮出水面。
法庭询问被告谁应对煽动大屠杀负责，问题还涉及过去的阿達納屠殺等类似事件，随后法官才宣读蓄意谋杀指控。泰赫利里安承认刺杀塔拉特帕夏，但对法官表示不认罪，自称“问心无愧……我杀了人，但我不是谋杀犯”。他否认有计划杀人，自称案发两周前眼前出現幻覺：“大屠杀场面一次次在面前浮现，我看到母亲的尸体，她站起来走到身前对我说：‘看到塔拉特帕夏你居然无动于衷？你不是我儿子！’”被告自称此时“突然惊醒，决心杀死”塔拉特帕夏。此后他还自称不知道死者在柏林，也没有杀人计划，表情似乎不知所措。检方继续追问，法官插手表示“他（被告）的决心有变”，这显然对被告有利。庭审期间，各方从未询问泰赫利里安是否隶属亚美尼亚革命团体，行刺是否有预谋。霍斯菲尔德认为，如果知道预谋成分，法庭不会裁定罪名不成立。

### 事涉种族灭绝的其他证词
警方和验尸官就案发过程和验尸结果作证，接下来轮到被告的房东，随后是曾在柏林与泰赫利里安交流的亚美尼亚人。亚美尼亚人的证词涉及种族灭绝，列文·埃夫提安自称家人都在埃尔祖鲁姆，双亲死于种族灭绝，其他亲属逃离。被告的翻译扎卡里安茨也在当天作证，自称父母、祖父、兄弟、叔叔都死于19世纪90年代的哈米德大屠殺。在柏林生活的亚美尼亚烟草商特兹巴西安在庭上表示，他在埃尔祖鲁姆生活的亲朋好友都在种族灭绝期间被害。

#### 克里斯汀·特兹巴西安

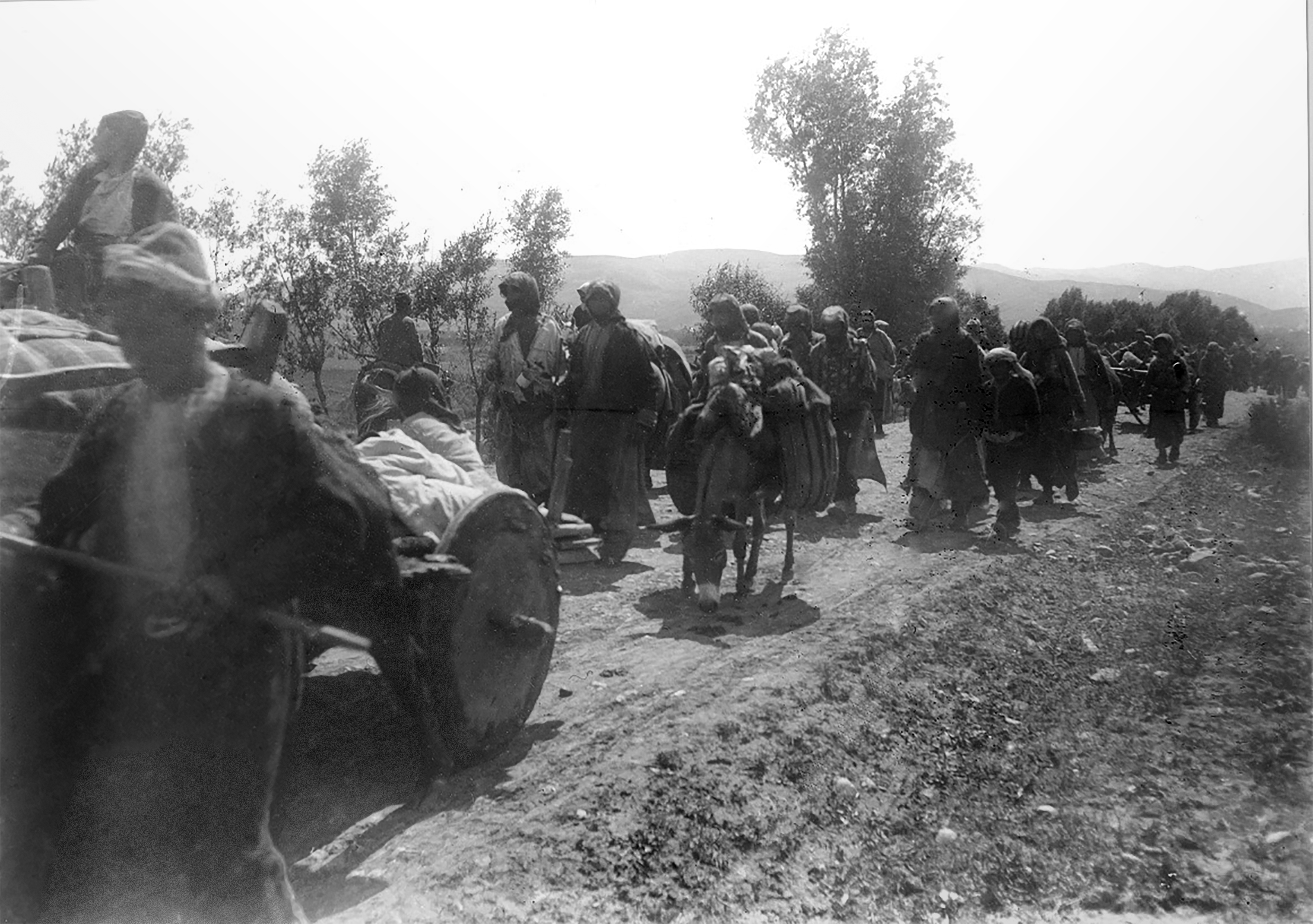
亚美尼亚人离开埃尔祖鲁姆，维克多·皮茨曼摄

烟草商特兹巴西安的夫人克里斯汀自称对刺杀案一无所知，辩方请她对亚美尼亚种族灭绝作证并获法官首肯。克里斯汀同样来自埃尔祖鲁姆，自称21名亲属仅三人幸存。她还称，亚美尼亚人被迫分成四组离开埃尔祖鲁姆前往埃尔津詹，每组约五百户，还要踩在早前遇害的同胞尸体上前进。克里斯汀还称，好不容易抵达埃尔津詹后，男子被迫与家人分离，随后绑在一起投进大河。其他男子在馬拉蒂亞山区被砍死，尸体抛进水里。
据特兹巴西安夫人回忆，宪兵随后“前来选出最漂亮的妇人和少女”，胆敢拒绝者就“用刺刀刺个对穿，把腿扯断”，还剖开孕妇的肚子杀死婴儿。这段证词引起庭上极大震动。她还称母亲就这样当场死亡，尚未出世的弟弟被杀。克里斯汀拒绝委身土耳其人，结果“他夺过我的孩子一扔”。她继续讲述许多令人毛骨悚然的细节，称实际情况更加严重。法庭询问证人谁应对这等屠杀负责，特兹巴西安夫人表示：“这是恩维尔帕夏的命令，军人强迫被驱逐的人下跪，口中高呼：‘帕夏万岁！’”辩方指出，事发期间身在埃尔津詹的两名德国护士等证人证实她的说法。戈登以此为据宣称，泰赫利里安的阐述“比真金还真”。

#### 专家证人
经检察官同意，两名专家证人出庭就之前证词是否真实做证。莱普修斯证实，驱逐亚美尼亚人是由“青年土耳其人委员会”（即联邦进步委员会）下令，塔拉特帕夏便是委员会成员。莱普修斯引述塔拉特帕夏对驱逐行动看法的原始文献：“驱逐的目标是（让他们）不再存在”，同时详细阐述这等目标如何落实。莱普修斯指出，政府还以“预防措施”为借口，但“实权人物私下公开承认此举是为灭绝亚美尼亚人”。他还谈到亲自编辑的外交部文献集《日耳曼与亚美尼亚》，声称其中有成百上千的证词与本案证人类似，估计遇害亚美尼亚人达一百万。
德国将领奥托·利曼·冯·桑德斯承认联合进步委员会政府下令驱逐亚美尼亚人，宣称从军事角度考虑这很有必要，是在“最高军事当局”建议下为之，但他没有说明这些高级军官大多是德国人。利曼·冯·桑德斯自称不知道死者是否对种族灭绝负有个人责任，这与其他证人截然相反。

#### 格里戈里·巴拉希扬

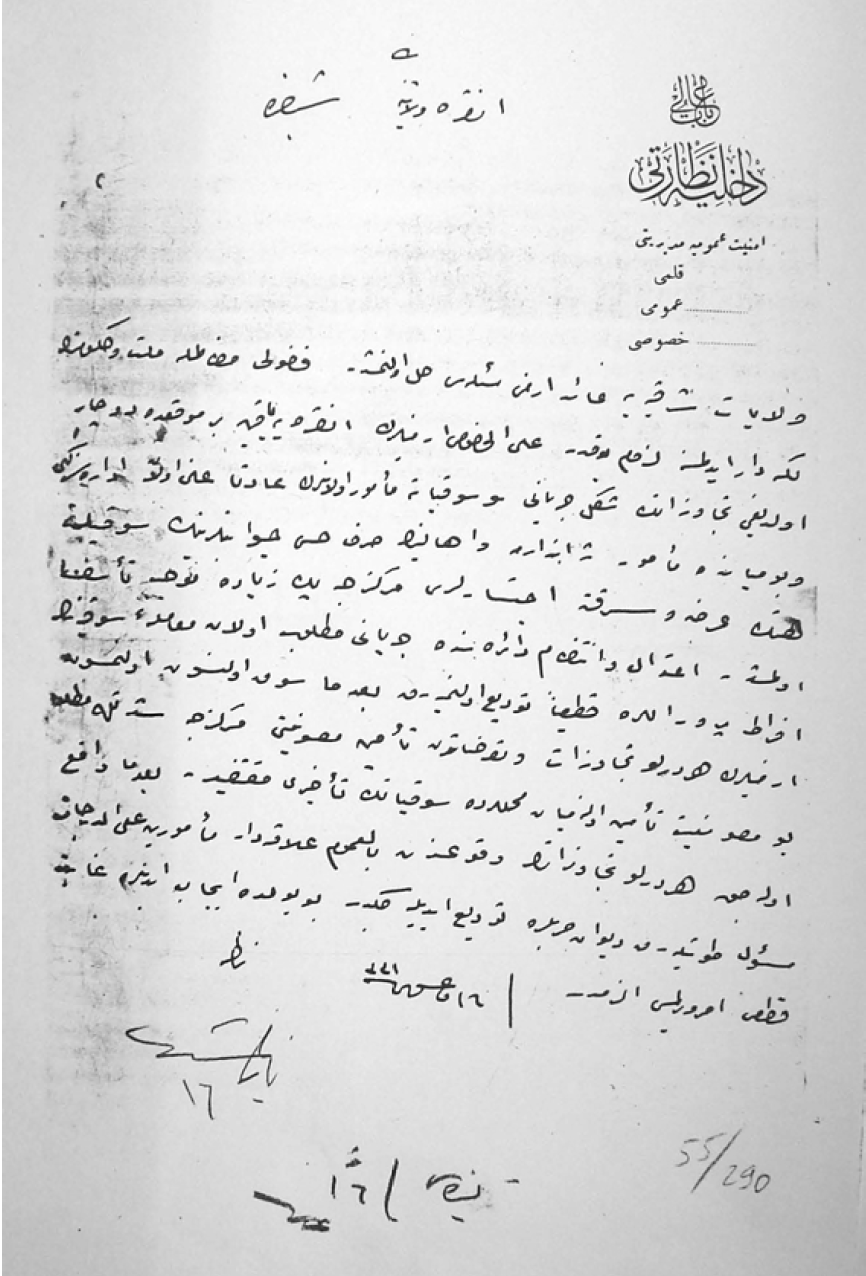
1915年8月29日塔拉特帕夏所发电报，上书“东部各州的亚美尼亚人问题已解决，无需再用暴行玷污国家和政府”

1915年4月24日被驱逐的亚美尼亚祭司格里戈里·巴拉希扬从英格兰曼彻斯特赶来作证，讲述流亡队伍里大部分同胞在安卡拉如何被活活打死。“官方说法是‘驱逐’，实际上是系统化的灭绝政策”：
靠近約茲加特，距城镇还有约四小时时，我们看到山谷里成百上千的长发人头，都是妇人和少女的头颅。押送我们的宪兵队长叫舒克里，我问：“不是只杀男人吗”。他回答：“不是，如果只杀男人放过女人，再过五十年就又会有数以百万计的亚美尼亚人。不论国内或海外，我们一定要消灭妇女和儿童，一劳永逸地解决问题。”
舒克里还称，与往昔的哈米德大屠杀不同，奥斯曼帝国这次步步为营，确保“永远没有任何证人出庭作证”，还称巴拉希扬肯定会在沙漠饿死，所以他敢于这般宣之于口。舒克里自称亲自下令殴打致死的亚美尼亚人就有四万，戈登在证人叙述一段时间后打断，请巴拉希扬向法庭介绍塔拉特帕夏的电报。证人表示，他曾看到塔拉特帕夏发给奇里乞亚奧斯曼尼耶副州长亚萨夫贝伊的电报：“请及时回报死亡和尚存的亚美尼亚人数量。内政部长塔拉特。”亚萨夫告知巴拉希扬，电报的意思是“还等什么？赶快给我杀！”巴拉希扬表示，他能活下来都拜巴格达铁路公司的德国人所救，亚美尼亚人认为塔拉特帕夏应对大屠杀负责绝对实至名归。

#### 没有呈庭的证据和证词
辩方希望当庭宣读亚美尼亚记者阿拉姆·安多尼安收集的塔拉特帕夏电报，证明死者对种族灭绝责无旁贷，安多尼安携带许多电报原件赶到柏林准备作证，但这些电报此后均已遗失。辩方要求前德国驻阿勒颇领事沃尔特·罗斯勒作证，罗斯勒向外交部上级汇报表示有心作证，认为塔拉特帕夏蓄意灭绝亚美尼亚人并采取连环相扣的种种手段，结果外交部阻止他出庭，担心证词会暴露德国对种族灭绝不但知情，而且还是同谋。罗斯勒接受辩方律师请求检视安多尼安带来的电报，认定这些文件很可能是真迹。检察官认为泰赫利里安无疑认定塔拉特帕夏罪责难逃，反对安多尼安出庭作证和电报呈庭；辩方最后撤回请求，但随后呈庭更多证据证明死者罪责，陪审团此时的关注重点已经不是被告行为，而是死者生前行径。
《纽约时报》等媒体发文探讨塔拉特帕夏的电报。法庭传召但最后没有出庭的证人还有布朗萨特·冯·谢伦多夫、军人恩斯特·帕拉金与弗朗茨·卡尔·恩德雷斯、医护兵阿明·韦格纳，还有曾在埃尔祖鲁姆目睹种族灭绝的副领事马克斯·欧文·冯·舒布纳-里希特。

### 精神状态
为了解被告精神状态，以及根据德国法律他是否应对行为负刑事责任，五名专家证人先后出庭作证，一致认为1915年的经历令泰赫利里安定期“癫痫”发作。伊里格认为五人对被告的情况都不够了解，但从证词判断，泰赫利里安按现代标准很可能患有创伤后应激障碍。率先出庭的罗伯特·斯托默医生认为被告蓄意谋杀，与精神状态无关。但雨果·李普曼称，泰赫利里安在1915年的经历后变成“心理病态”，不应对本案罪行负全责。神经学家兼教授理查德·卡西尔指出，“情绪动荡是他病情的根本原因”，癫痫发作已彻底改变他的人格。埃德蒙·福斯特声称战争期间的创伤经历不会引发新病状，只会暴露已有问题，但他同样认为被告不应对行为负责。最后出庭的布鲁诺·哈克说法与卡西尔类似，坚称泰赫利里安绝对没有自行构建刺杀计划的能力。

### 结案陈词
证人均在第一天出庭，法官次日上午九点一刻指示陪审员思考以下问题：“被告索戈蒙·泰赫利里安是否预谋、并于1921年3月15日在夏洛滕堡蓄意杀害塔拉特帕夏？第二，被告是否一时冲动？第三，是否存在可以减轻罪责的情况？”
戈尔尼克的结案陈词比较简短，在庭审笔录上只有六页，辩方的有35页。检方主张泰赫利里安杀害塔拉特帕夏之举绝非誤殺，而是蓄意谋杀，要求判处死刑。戈尔尼克指出，刺杀完全出于政治仇恨和报复，被告很久以前就计划杀人，从奥斯曼帝国跑来柏林，在目标居所对面租房并仔细观察，直到最后付诸行动。他宣称利曼·冯·桑德斯的证词更可信，希望法庭采纳，莱普修斯是在歪曲利曼·冯·桑德斯的话。检察官利用德国战败的刀刺在背传说，宣称亚美尼亚人“与协约国密谋，决心在战局允许时从土耳其人背后捅刀子，争取民族独立”，所以奥斯曼帝国才将他们“另行安置”。戈尔尼克认为没有足够证据证明塔拉特帕夏需对大屠杀负责，质疑呈庭文献是否可靠，判处塔拉特帕夏死刑的法院是否客观。陈词最后，检察官着重强调死者的爱国心和荣誉。
轮到辩方结案陈词时戈登率先发言，指控戈尔尼克是在为塔拉特帕夏辩护。他认为证明死者与种族灭绝主导机构关联的证据可信，特别是那些电报。在他看来，如此大规模地灭绝上百万亚美尼亚人肯定离不开中央政府协调。辩方进一步指出，根据德国判例法，蓄意谋杀需要根据被告决定杀人时的考量判断，不考虑准备杀人的过程。如果杀人前没有经过考量，那就不叫谋杀。
沃特豪尔认为塔拉特帕夏是在“军国主义内阁”任职，在他看来，军国分子为维护“军事必需”不惜反对公义、无视法律，宣称占领莱茵兰的协助国与布尔什维克也是军国主义政府。他强调这些“军国分子”的鲜明对比，把被告描绘成堪比威廉·泰爾的高尚人物：“如果退尔把箭射向（暴君）葛斯勒，全世界有哪个陪审团会谴责他？难道还有什么行为会比本庭所述更加人道？”辩方不但主张泰赫利里安是被迫杀人，而且坚称被告行为正当合理。
检方和辩方都强调德国与土耳其在亚美尼亚种族灭绝期间做法不同，沃特豪尔认为德国政府不知道塔拉特帕夏住在柏林。尼迈耶表示，世界上还有很多人认为德国应对种族灭绝负责，开释泰赫利里安“将为世人对我们的误解划上句点”。

### 判决

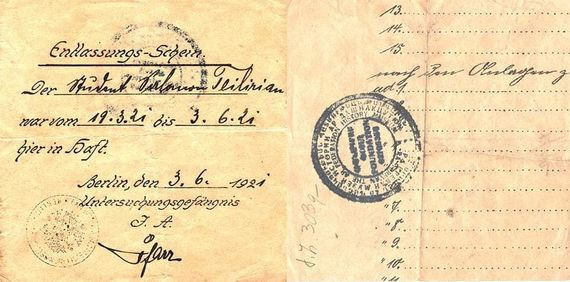
释放泰赫利里安出狱的正式文件

法官在双方结案陈词后询问被告是否还想补充，泰赫利里安回答没有。经过一小时审议，陪审团对法官之前的第一个问题回答“否”，而且这是全体一致的裁决，检方无权上诉。庭上群众爆发热烈掌声，30万6484马克庭审成本由国库承担。戈尔尼克认为众人都陷入暂时的精神错乱，才会将被告无罪释放。伊里格认为陪审团裁定泰赫利里安罪名不成立不一定是因为“暂时精神错乱” ，辩方策略更注重从政治而非医学角度解读被告行为。
泰赫利里安无罪释放后被逐出德国，他与巴拉希扬前往曼彻斯特，再以假名“萨罗·梅利基安”远赴美国，《祖国报》驻美编委会向他致敬。泰赫利里安病体未愈，创伤后应激障碍需要治疗，后在塞尔维亚贝尔格莱德定居至1950年。世界各地众多亚美尼亚人购买庭审笔录，销售收入用于回收辩护成本并为报应行动筹资。

## 传媒报道

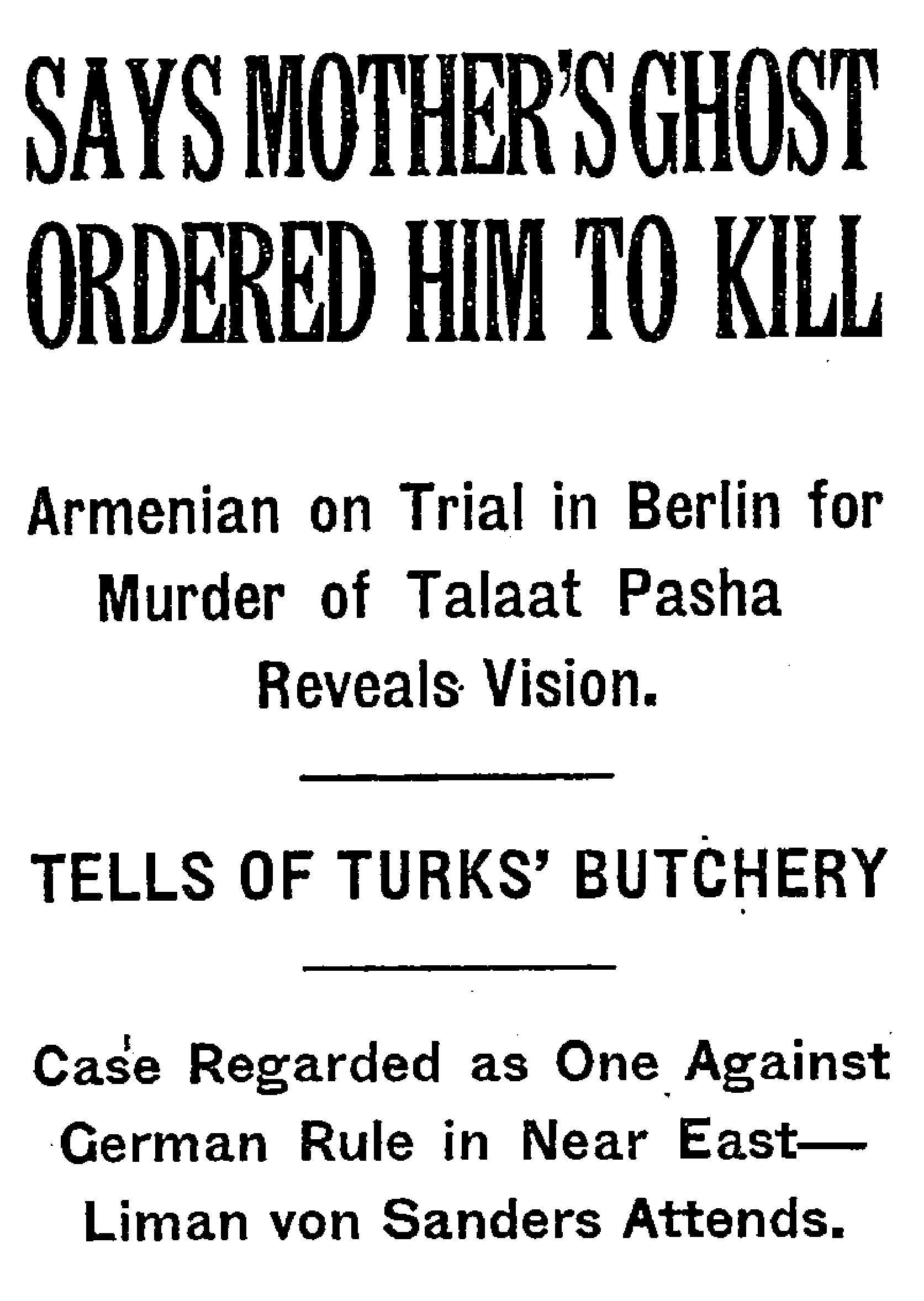
《纽约时报》的庭审报道

国际媒体密切报导刺杀案和审判，引发人们对亚美尼亚种族灭绝的关注与承认。审判期间人们更关注种族灭绝，而非被告的罪责。新闻报道表明，公众对亚美尼亚的受害者心怀同情，与法律与秩序的价值尖锐对立。《纽约时报》指出，陪审团面临两难，无罪开释意味着谴责亚美尼亚人大屠杀，这就无法制裁法外杀戮，“如此境地无可避免：刺客都应受惩，但此人却应例外，你能怎么办！”民众和传媒对判决结果整体趋于肯定。

### 德国

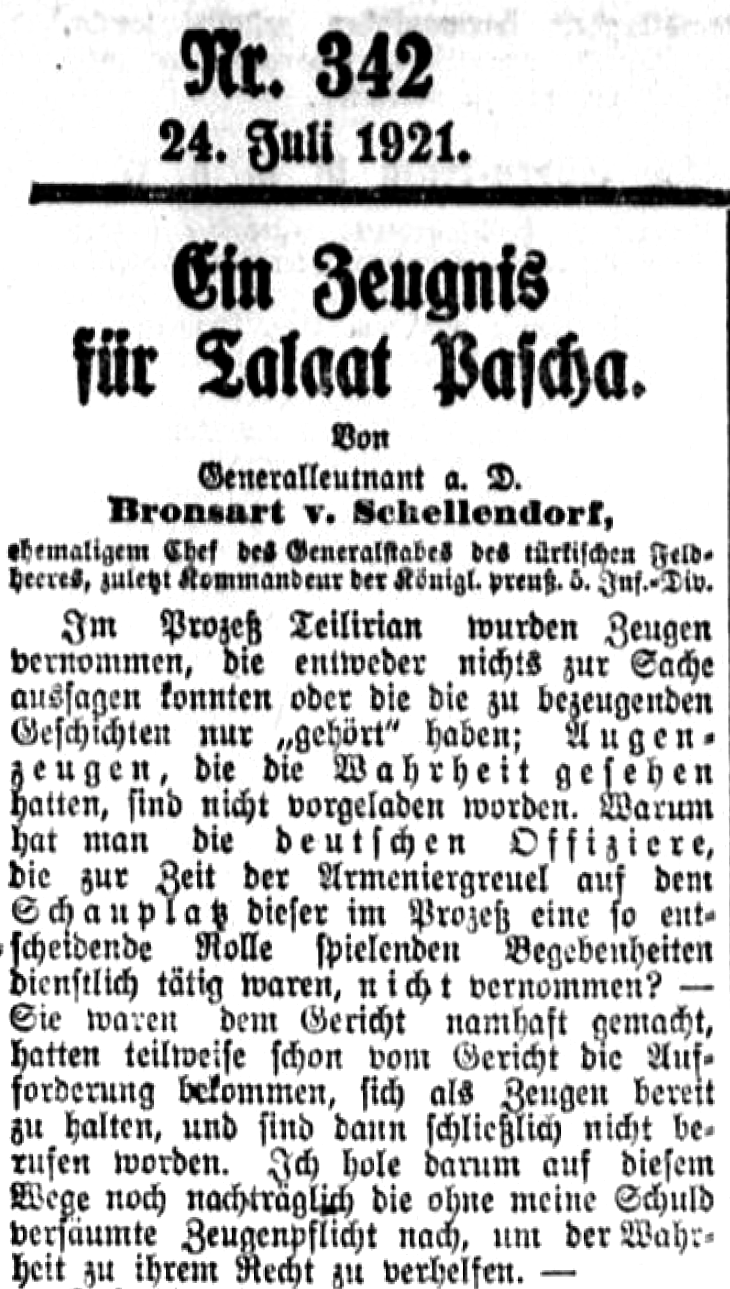
布朗萨特·冯·谢伦多夫在《德国综合报》刊登《向塔拉特帕夏致敬》，宣称1915年是亚美尼亚人主动挑起纷争

德国许多报纸当天以头条报导刺杀案，大部分文章站在死者一方。次日该国大部分报纸报道塔拉特帕夏遇刺，许多刊登讣告，其中又以《福斯日报》的文章最为典型。报道承认塔拉特帕夏企图消灭所有可消灭的亚美尼亚人，同时提出多种理由为种族灭绝辩护。还有报纸认为亚美尼亚人不该把塔拉特帕夏当成报仇目标，《德国综合报》展开反亚美尼亚宣传，声称背后捅刀和泰赫利里安之流的谋杀行径体现亚美尼亚人真面目。只有亲共的《自由报》案发之初就对泰赫利里安表达认可。
庭审过去一个月后仍是大量传媒的报道主题，泰赫利里安的行为持续引发政治辩论直到1933年纳粹党夺权。不同政治立场的德国报纸审判结束后基本承认种族灭绝，许多报纸大量引述被告和莱普修斯的证词。德国人对无罪判决看法不一，同情亚美尼亚人、支持普世人权者大多持肯定态度。新闻工作者埃米爾·路德維希在《世界舞台》杂志发文指出：“只有各国社会组织起来保护国际秩序，才能确保杀害亚美尼亚人的的凶手不致逍遥法外，土耳其的任何帕夏都无权把整个民族赶进沙漠”。韦格纳在审判结束几个月后出版庭审完整笔录。他在前言称赞泰赫利里安“敢于为人民自我牺牲的英勇”，对比坐在办公桌前下达种族灭绝指令这种不需要勇气的行径。
日耳曼民族主义者倾向反亚美尼亚立场，这类报纸跟随《德国综合报》的脚步从否认变成为种族灭绝辩护，《德国综合报》大量刊登反亚美尼亚文章，声称开释泰赫利里安实乃“司法丑闻”。民族主义报纸普遍认可合理化大规模灭绝的观点，这类观点往往归结到所谓亚美尼亚人的种族特征，极易与种族反犹太主义理论联系起来。1926年，纳粹理论家阿爾弗雷德·羅森堡声称支持开释泰赫利里安的都是“犹太媒体”，还称“亚美尼亚人引领针对土耳其的间谍活动”，类似犹太人对付德国，以此证明塔拉特帕夏灭绝亚美尼亚人完全合理。

### 奥斯曼帝国
塔拉特帕夏遇刺后，安卡拉报纸赞扬他是伟大的革命家与改革家，土耳其民族主义者向德国领事宣称，塔拉特帕夏仍然是“他们的希望和偶像”。《新的一天》发文表示：“我们伟大的爱国者已为国捐躯……塔拉特仍是土耳其头号伟人”。君士坦丁堡反响不一，有些向死者致敬，但自由派《旗手》日报认为塔拉特自作自受，“死是对他的所做所为赎罪”。《国家主权报》宣称凶手自承是英国所派，大量报道着重介绍死者如何从平凡出身登上权力高峰，为他的反亚美尼亚政策辩护。伊斯坦布尔的《新东方报》1921年连载塔拉特帕夏回忆录。亚美尼亚社会主义者迪克兰·扎文在君士坦丁堡出版的报纸表示，希望“了解国家真正利益的土耳其人不会把这位前高官视为政治伟人”。1922年，凯末尔政府撤销针对塔拉特帕夏的定罪，并在两年后通过法律向他与沙基尔的家人提供养老金，两人正是亚美尼亚种族灭绝的头号罪魁。塔拉特帕夏家人还从没收的亚美尼亚人财产拿到进一步补偿。

## 土耳其国葬

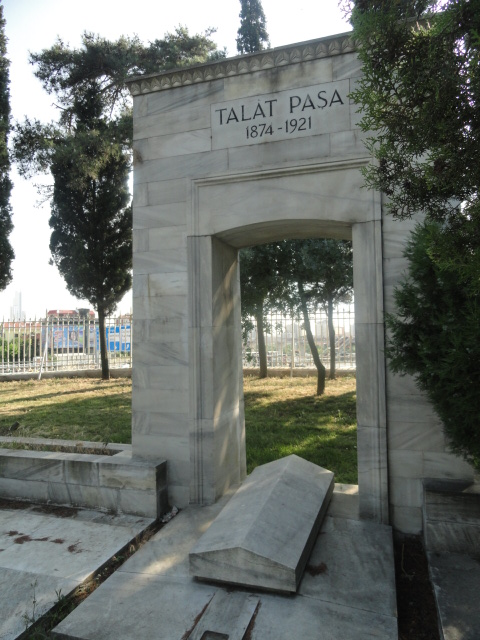
1943年，塔拉特帕夏以民族英雄的身份葬在伊斯坦布尔自由纪念碑

应土耳其总理苏克鲁·萨拉吉奥卢要求，塔拉特布夏的遗体起出并运到土耳其，再于1943年2月25日举行国葬，德国大使弗朗茨·馮·帕彭、新闻工作者兼作家艾哈迈德·艾敏·亚尔曼、萨拉吉奥卢出席。阿道夫·希特勒希望借此争取土耳其在第二次世界大战支持轴心国。塔拉特布夏的遗体葬在伊斯坦布尔自由纪念碑，这里本为纪念阻止1909年奥斯曼帝国反革命政变牺牲的人士而建，侯赛因·卡希德在葬礼上致悼词。历史学家汉斯-卢卡斯·基泽指出，经历如此风光大葬，塔拉特布夏在土耳其的公众形象已经全面恢复，成为该国公共史上的杰出人物。土耳其在运回尸体前不久征收“财富税”，旨在摧毁该国非穆斯林居民的经济基础。土耳其作家奥尔罕·赛菲谴责德国法庭开释泰赫利里安，只是1943年运回塔拉特布夏之举可为弥补。

## 影响

### 土耳其
基泽指出，一边是复仇心切的受害者，另一边是顽固否认（种族灭绝）的刽子手，双方的病态关系在塔拉特帕夏遇刺后长久延续，看不到缓和的希望。土耳其视泰赫利里安为恐怖分子，塔拉特帕夏遇刺时所穿衬衫放在伊斯坦布尔军事博物馆展出。土耳其特工20世纪50年代在卡萨布兰卡发现泰赫利里安的踪迹，他在生命受到威胁后移居美国。塔拉特帕夏的回忆录反复再版且颇受好评，土耳其等国许多清真寺、学校、住房、街道都以他命名并沿用至今。历史学家泰莎·霍夫曼指出：“塔拉特至今仍是母国及土耳其侨民眼中的爱国烈士”。
柏林的土耳其人2005年开始推动在案发地点竖立纪念碑。2006年3月，土耳其民族主义团体在柏林组织两场集会，旨在纪念暗杀，抗议“种族灭绝的谎言”。柏林警察要求阻止游行，但法庭推翻禁令，只要求示威者不得宣称种族灭绝纯属谎言。德国政界批评游行，不过参与游行的人数很少。
土耳其史学家坦纳·阿卡姆认为，2007年杀害土耳其－亚美尼亚新闻工作者赫蘭特·丁克的是土耳其极端民族主义者，旨在报复塔拉特帕夏遇刺。阿卡姆还称，两起案件颇为相似，都是在光天化日下行动，凶手都没有决心逃跑。

### 亚美尼亚

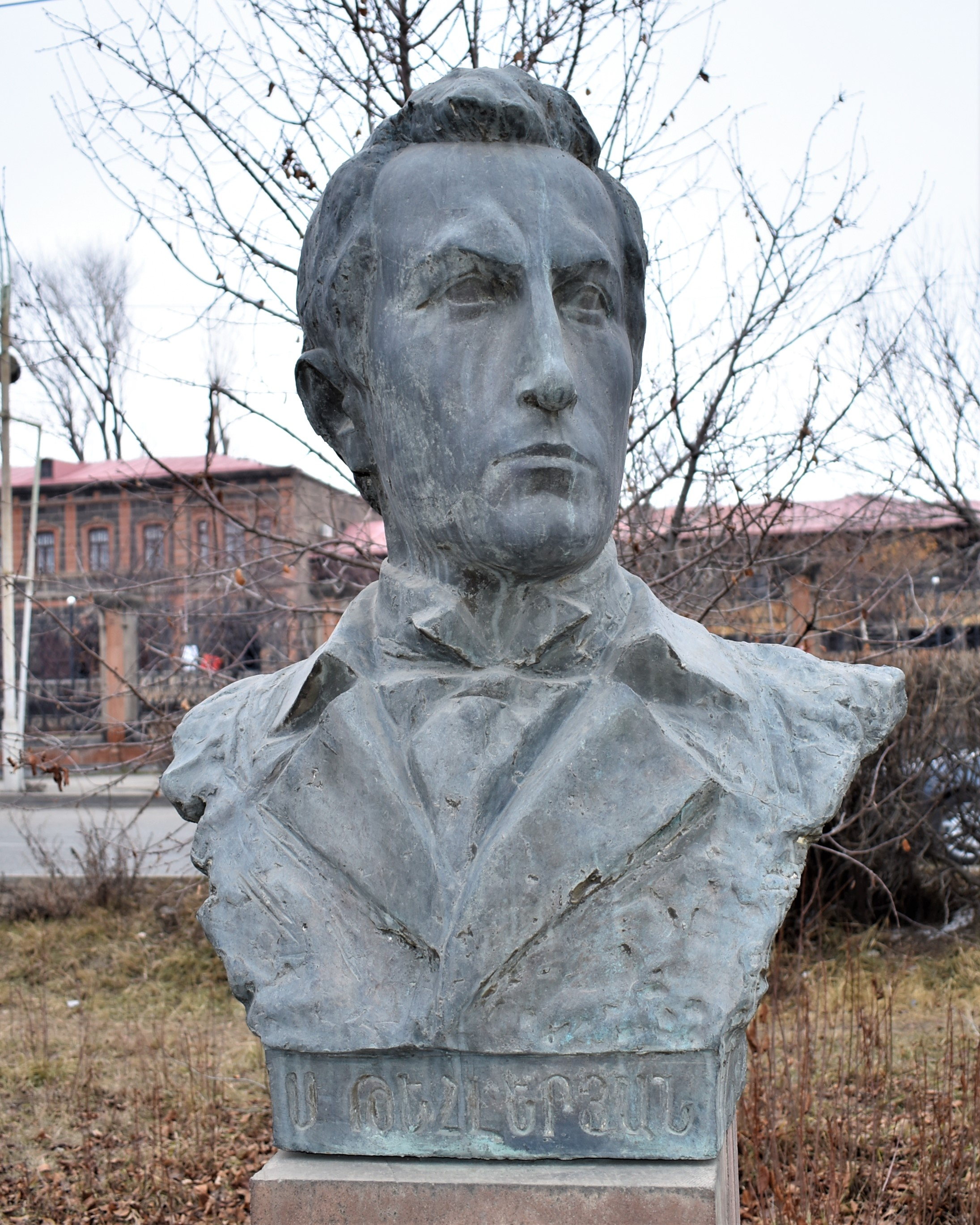
亚美尼亚久姆里的泰赫利里安半身像

泰赫利里安行刺后马上成为亚美尼亚民族英雄，该国首都葉里溫2003年立起他的雕像和半身像，久姆里、马拉利克随后跟进。大量亚美尼亚人定居的法国马赛2017年以泰赫利里安命名广场。另有说法称泰赫利里安与母亲双双倒地时，泰赫利里安是因母亲挡住子弹才存活下来，但这纯属没有根据的江湖传言。

### 国际法
据1944年因发明辞汇“种族灭绝”闻名的犹太裔波兰律师拉斐爾·萊姆金回忆，亚美尼亚大屠杀和塔拉特帕夏遇刺的消息促使他投身战争罪研究。他在法学院进修时询问教授朱利叶斯·马卡雷维奇，犯下如此罪行的塔拉特帕夏为何无需在德国受审。马卡雷维奇表示国家主权意味着政府有权集体屠杀该国公民，国际社会不能干涉。莱姆金无法苛同，认定泰赫利里安的刺杀是伸张正义，只担心私刑正义可能过度，转而致力设计法律框架惩罚种族灭绝行径，促成防止及惩治灭绝种族罪公约。
1926年，肖勒姆·施瓦兹巴德在巴黎刺杀乌克兰反犹太刽子手西蒙·彼得留拉，辩方援引泰赫利里安案，法庭最后认定罪名不成立。迪恩指出，泰赫利里安案与施瓦兹巴德案是“西欧史上首批种族暴力和国家推动大规模暴行受害者寻求公正的要案”。汉娜·阿伦特的著作《艾希曼在耶路撒冷》将两案与艾希曼审判对比，该案于1961年开审，以色列特工1960年在阿根廷绑架犹太大屠杀刽子手阿道夫·艾希曼，把他带到以色列受审。阿伦特指出，泰赫利里安与施瓦兹巴德都意在报仇，把出庭受审当成机遇，将对民族犯下滔天罪行却能逍遥法外的郐子手暴行公之于众。1936年2月，犹太人大卫·法兰克福特在达沃斯刺杀瑞士纳粹领导人威廉·古斯特洛夫，瑞士律师尤金·柯蒂出庭辩护时援引泰赫利里安案，把纳粹德国迫害犹太人与亚美尼亚种族灭绝相提并论，但迫于德国压力，法庭判决法兰克福特罪名成立。
旁听泰赫利里安案的罗伯特·肯普纳数十年后当上纽伦堡审判检察官，在他看来，泰赫利里安案是法律史上首次承认“他国可以质疑严重侵犯人权、特别是政府犯下的种族灭绝罪行”，而且这样的外国干预不会违规。

### 引用
1. 1 2 3 4 5  Dean 2019，第41頁.
2. 1 2  Ihrig 2016，第232頁.
3. 1 2 3  Ihrig 2016，第235頁.
4. ↑  Akçam 2018，第158頁.
5. ↑  Üngör 2012，第54頁.
6. ↑  Göçek 2015，第151頁.
7. ↑  Kieser 2018，第234–235頁.
8. ↑  Dadrian & Akçam 2011，第23頁.
9. ↑  Kieser 2018，第xi頁.
10. ↑  Üngör 2012，第53頁.
11. ↑  Kieser 2018，第374頁.
12. ↑  Suny 2015，第325–326頁.
13. ↑  Hofmann 2020，第74頁.
14. ↑  Akçam 2008，第111頁.
15. ↑  Suny 2015，第269頁.
16. 1 2 3 4 5  Hofmann 2020，第75頁.
17. 1 2 3 4 5  Hofmann 2020，第76頁.
18. ↑  Kieser 2018，第320頁.
19. ↑  Ozavci 2019，第194, 215頁.
20. ↑  Suny 2015，第298–299頁.
21. ↑  Kieser 2018，第20–21頁.
22. ↑  Ihrig 2016，第132–133頁.
23. ↑  Suny 2015，第303頁.
24. 1 2  Ihrig 2016，第189頁.
25. ↑  Kieser 2018，第21頁.
26. ↑  Suny 2015，第298頁.
27. ↑  Kieser 2010.
28. ↑  Ihrig 2016，第194–195頁.
29. ↑  Dadrian & Akçam 2011，第24頁.
30. ↑  Yenen 2020，第74頁.
31. 1 2 3  Kieser 2018，第382頁.
32. ↑  Hosfeld 2005，第11–12頁.
33. ↑  Hosfeld 2005，第12–13頁.
34. ↑  Hofmann 2020，第74–75頁.
35. 1 2 3 4 5 6 7  Hosfeld & Petrossian 2020.
36. 1 2 3  Kieser 2018，第385頁.
37. 1 2  Hosfeld 2005，第16頁.
38. ↑  Hosfeld 2005，第12頁.
39. ↑  Kieser 2018，第319頁.
40. ↑  Hosfeld 2005，第15頁.
41. 1 2  Ihrig 2016，第227頁.
42. ↑  Kieser 2018，第386–387頁.
43. ↑  Göçek 2015，第251–252, 257頁.
44. ↑  MacCurdy 2015，第172頁.
45. 1 2 3 4  Hofmann 2020，第77頁.
46. ↑  Göçek 2015，第266頁.
47. ↑  MacCurdy 2015，第167, 194頁.
48. 1 2 3  Kieser 2018，第404頁.
49. 1 2  MacCurdy 2015，第172–173頁.
50. ↑  MacCurdy 2015，第175, 201–202頁.
51. 1 2 3  Jacobs 2019，第33頁.
52. 1 2 3 4 5  Jacobs 2019，第36頁.
53. ↑  MacCurdy 2015，第173–174, 186頁.
54. 1 2 3 4 5  Hofmann 2020，第82頁.
55. 1 2 3  Dean 2019，第40頁.
56. ↑  MacCurdy 2015，第174, 272頁.
57. ↑  MacCurdy 2015，第177, 186頁.
58. 1 2  MacCurdy 2015，第187–188頁.
59. 1 2 3  MacCurdy 2015，第189–190頁.
60. ↑  Hosfeld 2005，第23頁.
61. 1 2 3  Hofmann 2020，第81頁.
62. 1 2 3  Ihrig 2016，第226頁.
63. ↑  Kieser 2018，第403頁.
64. 1 2  Bogosian 2015，第12頁.
65. 1 2  Hosfeld 2005，第7頁.
66. 1 2 3 4  Suny 2015，第344頁.
67. ↑  Bogosian 2015，第13頁.
68. ↑  Hosfeld 2005，第8頁.
69. ↑  Hosfeld 2005，第8–9頁.
70. 1 2 3 4  Hosfeld 2005，第9頁.
71. ↑  Göçek 2015，第334頁.
72. 1 2 3  Hofmann 2020，第88頁.
73. 1 2  Suny 2015，第346頁.
74. 1 2 3 4 5  Hosfeld 2005，第10頁.
75. 1 2  Kieser 2018，第405頁.
76. ↑  Kieser 2018，第407頁.
77. 1 2 3  Ihrig 2016，第268頁.
78. ↑  Ihrig 2016，第269頁.
79. ↑  Dadrian & Akçam 2011，第155頁.
80. 1 2  Petrossian 2020，第94頁.
81. 1 2  Petrossian 2020，第94, 96頁.
82. 1 2 3  Hofmann 2020，第78頁.
83. 1 2 3 4 5  MacCurdy 2015，第266頁.
84. ↑  MacCurdy 2015，第271頁.
85. 1 2 3 4 5 6 7  Petrossian 2020，第95頁.
86. 1 2  Hofmann 2020，第79頁.
87. 1 2  Hofmann 2020，第80頁.
88. 1 2  Garibian 2018，第221頁.
89. ↑  Hosfeld 2005，第18–19頁.
90. ↑  Hosfeld 2005，第20頁.
91. 1 2  Ihrig 2016，第264頁.
92. 1 2  MacCurdy 2015，第267頁.
93. ↑  Hosfeld 2005，第18頁.
94. 1 2  Hosfeld 2005，第17頁.
95. 1 2  Dean 2019，第45頁.
96. ↑  Ihrig 2016，第257, 262頁.
97. ↑  MacCurdy 2015，第278, 290頁.
98. ↑  Ihrig 2016，第254頁.
99. ↑  Ihrig 2016，第283頁.
100. ↑  Ihrig 2016，第272頁.
101. ↑  Ihrig 2016，第235–236頁.
102. ↑  Ihrig 2016，第236頁.
103. ↑  Ihrig 2016，第236–237頁.
104. ↑  Ihrig 2016，第237–238頁.
105. ↑  Ihrig 2016，第238–239頁.
106. 1 2  Ihrig 2016，第263頁.
107. 1 2 3  Hosfeld 2013，第12頁.
108. ↑  Ihrig 2016，第235, 239頁.
109. 1 2 3 4  Ihrig 2016，第239頁.
110. ↑  Dean 2019，第41–42頁.
111. 1 2  Dean 2019，第42頁.
112. 1 2  Bogosian 2015，第202頁.
113. ↑  Ihrig 2016，第240–241頁.
114. ↑  Ihrig 2016，第241頁.
115. ↑  Ihrig 2016，第241–242頁.
116. 1 2 3  Dean 2019，第43頁.
117. ↑  Ihrig 2016，第242頁.
118. ↑  Ihrig 2016，第242–243頁.
119. 1 2  Ihrig 2016，第243頁.
120. 1 2 3 4  Ihrig 2016，第244頁.
121. 1 2 3  Petrossian 2020，第96頁.
122. ↑  Ihrig 2016，第244–245頁.
123. ↑  Ihrig 2016，第246–247頁.
124. ↑  Ihrig 2016，第247頁.
125. 1 2  Ihrig 2016，第248頁.
126. ↑  Ihrig 2016，第248–249頁.
127. ↑  Ihrig 2016，第249頁.
128. 1 2  Ihrig 2016，第250頁.
129. ↑  Mouradian 2015，第256–257頁.
130. ↑  Akçam 2018，第43–45頁.
131. ↑  Ihrig 2016，第262–263頁.
132. ↑  Hosfeld 2013，第10–11頁.
133. ↑  Akçam 2018，第44, 231–232頁.
134. ↑  Ihrig 2016，第250–251頁.
135. ↑  Dean 2019，第37頁.
136. 1 2 3  Ihrig 2016，第251頁.
137. 1 2 3 4  Ihrig 2016，第262頁.
138. 1 2  Garibian 2018，第226頁.
139. ↑  Ihrig 2016，第251–252頁.
140. ↑  MacCurdy 2015，第191頁.
141. 1 2  Ihrig 2016，第252頁.
142. ↑  Ihrig 2016，第252–253頁.
143. 1 2  Ihrig 2016，第253頁.
144. 1 2  Petrossian 2020，第97頁.
145. ↑  Ihrig 2016，第255頁.
146. ↑  Ihrig 2016，第255–256頁.
147. 1 2 3  Ihrig 2016，第257頁.
148. 1 2  Petrossian 2020，第98頁.
149. 1 2 3  Dean 2019，第44頁.
150. ↑  Ihrig 2016，第259頁.
151. ↑  Ihrig 2016，第259–260頁.
152. ↑  Ihrig 2016，第260頁.
153. ↑  Dean 2019，第47頁.
154. ↑  Dean 2019，第46頁.
155. ↑  Hosfeld 2005，第27頁.
156. ↑  MacCurdy 2015，第278頁.
157. ↑  Hofmann 2020，第67頁.
158. ↑  MacCurdy 2015，第301–302頁.
159. ↑  MacCurdy 2015，第291頁.
160. 1 2  Irvin-Erickson 2016，第36頁.
161. 1 2  Hofmann 2016，第94頁.
162. ↑  Dean 2019，第34頁.
163. ↑  Dean 2019，第35頁.
164. ↑  Dean 2019，第36頁.
165. ↑  Ihrig 2016，第277–279頁.
166. ↑  Ihrig 2016，第228頁.
167. ↑  Ihrig 2016，第228–229頁.
168. 1 2  Hosfeld 2005，第11頁.
169. ↑  Ihrig 2016，第229–231頁.
170. 1 2  Hofmann 2016，第95頁.
171. ↑  Ihrig 2016，第231頁.
172. ↑  Ihrig 2016，第271–272頁.
173. ↑  Ihrig 2016，第293頁.
174. ↑  Ihrig 2016，第265頁.
175. 1 2 3  Kieser 2018，第408頁.
176. ↑  Gruner 2012，第11頁.
177. ↑  Ihrig 2016，第272–273, 293頁.
178. ↑  Ihrig 2016，第356頁.
179. ↑  Ihrig 2016，第293–294頁.
180. ↑  Ihrig 2016，第296頁.
181. ↑  Hofmann 2020，第86頁.
182. 1 2  Kieser 2018，第406頁.
183. ↑  Sarıhan 2020.
184. ↑  Adak 2007，第166頁.
185. ↑  Kieser 2018，第407, 426頁.
186. ↑  Petrossian 2020，第99–100頁.
187. ↑  Dadrian & Akçam 2011，第105頁.
188. 1 2  Kieser 2018，第419頁.
189. ↑  Olson 1986，第55頁.
190. 1 2  Olson 1986，第46頁.
191. 1 2  Kieser 2018，第420頁.
192. ↑  Adak 2007，第165頁.
193. 1 2 3  Garibian 2018，第234頁.
194. ↑  MacCurdy 2015，第275–280頁.
195. ↑  Göçek 2015，第257頁.
196. ↑  Kieser 2018，第422頁.
197. ↑  Fleck 2014，第268–270頁.
198. ↑  von Bieberstein 2017，第259頁.
199. ↑  Akcam 2012.
200. ↑  Soghomon Tehlirian Monument in Yerevan.
201. ↑  Giumri 14.
202. ↑  Another statue in Maralik.
203. ↑  Soghomon Tehlirian Square.
204. 1 2  Ihrig 2016，第371頁.
205. ↑  Garibian 2018，第232頁.
206. ↑  Hosfeld 2013，第13頁.
207. ↑  Engel 2016，第176頁.
208. ↑  Dean 2019，第28頁.
209. ↑  Dean 2019，第33頁.
210. ↑  Gruner 2012，第19頁.
211. ↑  Hosfeld 2005，第20, 28頁.